# Horní Ves (Litvínov)
Horní Ves (německy Oberdorf) je osada, která je součástí města Litvínov v okrese Most v Ústeckém kraji. Nachází se v Krušných horách v nadmořské výšce 493 metrů, asi tři kilometry vzdušnou čarou severozápadně od Litvínova. Osada se rozkládá po pravé straně od silnice II/271 z Litvínova do Klínů.

## Historie
První písemná zmínka o Horní Vsi pochází z roku 1583. Až do roku 1848 byla majetkem rodu Valdštejnů v rámci jejich panství Horní Litvínov – Duchcov. Po roce 1848 se stala osadou města Horní Litvínov. V roce 1916 se Horní Ves spolu s Písečnou staly osadami nově osamostatněné obce Šumná. Po druhé světové válce (1947) se všechny tři vsi staly opět součástí města Litvínova.

## Současnost
Dnes je trvale obydlena jen část domů, zbývající jsou využívány k rekreačním účelům. Přes Horní Ves vede z Litvínova zeleně značená turistické stezka, která pokračuje do Klínů. V osadě je chráněna dvojice památných stromů – Lípy v Horní Vsi u Litvínova.

## Obyvatelstvo
Při sčítání lidu v roce 1921 ve vsi žilo 79 obyvatel (z toho 37 mužů) německé národnosti a římskokatolického vyznání. Podle sčítání lidu z roku 1930 měla vesnice osmdesát obyvatel s nezměněnou národnostní a náboženskou strukturou.
|                                                                         | 1869 | 1880 | 1890 | 1900 | 1910 | 1921 | 1930 | 1950 | 1961 | 1970 | 1980 | 1991 | 2001 | 2011 |
| ----------------------------------------------------------------------- | ---- | ---- | ---- | ---- | ---- | ---- | ---- | ---- | ---- | ---- | ---- | ---- | ---- | ---- |
| Obyvatelé                                                               | 105  | 98   | 89   | 79   | 77   | 79   | 80   | 59   | 50   | 43   | 31   | 18   | 14   | 19   |
| Domy                                                                    | 19   | 19   | 19   | 19   | 19   | 19   | 20   | 17   | .    | 12   | 11   | 8    | 15   | 16   |
| Počet domů z roku 1961 je zahrnut v domech místní části Horní Litvínov. |      |      |      |      |      |      |      |      |      |      |      |      |      |      |